# Luxair

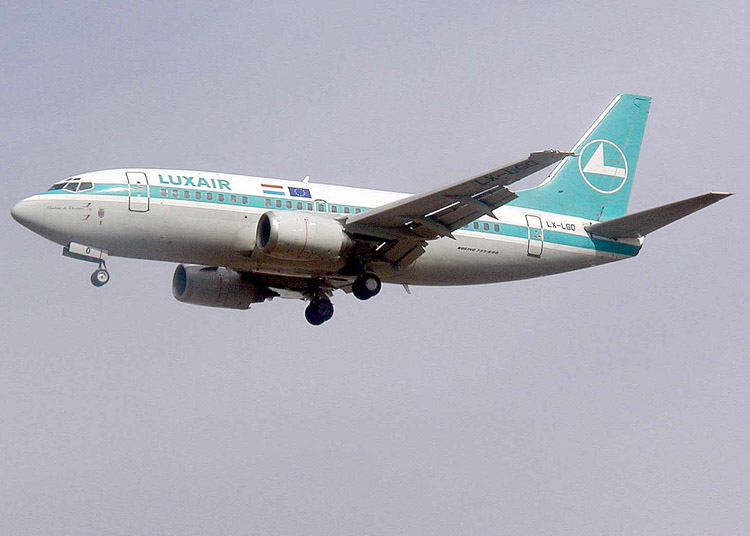
Luxair Boeing 737-500 (LX-LGO)

Luxair (Luxair Société Luxembourgeoise de Navigation Aérienne SA) är Luxemburgs nationella flygbolag. Bolaget har sin bas på flygplatsen Luxemburg-Findels internationella flygplats och opererar med 21 flygplan, av typerna Bombardier Q400 och Boeing 737. Bolaget flyger till större delen av Europa. Två stora ägare i Luxair är den luxemburgska staten och det tyska flygbolaget Lufthansa. Bolaget äger i sin tur knappt 35% av aktierna i fraktbolaget Cargolux Airlines International SA.
Under 2009 fick Luxair pris för att vara det mest punktliga flygbolaget på London City Airport under 2008.

## Historia
Luxair bildades 1961 för att möta efterfrågan på flygförbindelser mellan Luxemburg och andra europeiska huvudstäder.
År 1962 startades den första linjen, Luxemburg-Paris, som trafikerades med en Fokker F-27 Friendship. År 1967 bestod flottan av tre Fokker Friendship och en Vickers Viscount. Den senare ersattes 1970 av bolagets första jetflygplan, en Caravelle, byggd av Sud Aviation i Toulouse, Frankrike. År  1977 köpte man sin första Boeing, en 737-200. Luxair har med tiden ersatt de äldre flygplanen med moderna Boeing 737-400 och 737-500, Embraer jetmaskiner och Fokker 50 turboprop. Dessa Fokkrar används inte längre, de har ersatts av Embraer-maskiner på de flesta linjer, vilka nu ersätts av Q400.

## Olyckor
1. Den 22 december 1969 körde ett inkommande plan från Frankfurt am Main, en Vickers Viscount (LX-LGC) in i en snödriva strax efter landningen i Luxemburg. Inga passagerare dog men däremot var man tvungna att skrota planet.
2. Den 6 november 2002 var Luxair 9642 på väg från Berlin till Luxemburg. 20 av 22 personer ombord dog till följd av olyckan. Orsaken till olyckan är fortfarande inte helt klarlagd. Planet, en Fokker 50 kraschade strax innan landning under en misslyckad inflygning. Sikten var mycket dålig vilket också bidrog till olyckan.

Förutom detta så har Luxair varit förskonade från stora olyckor.

## Destinationer
Luxair flyger (2014) från Luxemburg-Findels internationella flygplats till 
- Danmark (Köpenhamn)
- Frankrike (Nice, Paris)
- Irland (Dublin)
- Italien (Bari (sommartid), Milano, Rom, Venedig (sommartid))
- Portugal (Lissabon, Porto)
- Schweiz (Genève)
- Spanien (Barcelona, Madrid)
- Storbritannien (London)
- Sverige (Stockholm)
- Turkiet (Istanbul)
- Tyskland (Berlin, Frankfurt am Main, Hamburg, München, Saarbrücken)
- Österrike (Wien)

Från Saarbrücken flyger man (2014) till Berlin, Hamburg och Luxemburg.
Dotterbolaget (?) LuxairTours anordnar charterresor till Bulgarien, Egypten, Finland, Frankrike, Grekland, Italien, Kroatien, Malta, Marocco, Portugal, Spanien, Tunisien och Turkiet.

## Flotta

### Nuvarande flotta
Nuvarande flotta, Aug 2024 
| Flygplan             | I tjänst | Ordrar | Passagerare | Noteringar          |
| -------------------- | -------- | ------ | ----------- | ------------------- |
| Boeing 737-700       | 4        | —      | 141         |                     |
| Boeing 737-800       | 4        | —      | 186         |                     |
| Boeing 737 Max 8     | 2        | —      | 186         | Introducerades 2023 |
| Bombardier DHC-8-400 | 11       | —      | 76          |                     |
| Total                | 21       | 0      |             |                     |

### Historisk flotta
Flygbolaget har tidigare flugit bl.a.:
- Airbus A300
- Boeing 707
- Boeing 737-200
- Boeing 737-400
- Boeing 737-500
- Boeing 747SP
- Douglas DC-4
- Embraer EMB 120
- Embraer ERJ 135
- Embraer ERJ 145
- Fokker F27
- Fokker 50
- Lockheed Starliner
- Sud Caravelle 6R
- Fairchild Swearingen Metro
- Vickers Viscount 800